# 里革
里革，春秋时期鲁国太史，《左传》作太史克、大史克。
前609年（周匡王四年、鲁文公十八年），莒国太子仆杀死莒纪公，带着珍宝逃亡鲁国，送给魯宣公。宣公命给他城邑。里革将宣公的命令更改，让太子仆流放东夷（《左传》记载季文子让司寇把他赶出国境，派太史克去解释）。鲁宣公要把里革抓起来。里革引用臧文仲的话、先君周公制《周礼》《誓命》的说辞，认为太子仆让国君成为藏奸之人，不可不除。鲁宣公接纳了他的意见。鲁宣公夏天到泗河捕鱼，里革把他的渔网毁坏，说明夏天要保证鱼鳖的生长，不能违背时令。鲁宣公要把渔网收藏起来提醒自己，乐师说收藏渔网不如把里革留在身边。前573年（周简王十三年、鲁成公十八年、晋厉公八年），晋国杀死晋厉公，鲁成公问是谁之过。里革说是君主之过，君主权威大，而失去权威被杀，他的过错就很多了。君主放纵自己而废弃民事，会助长臣民的邪恶，桀、纣、周厉王、周幽王都是如此。君对民有引导作用。